# Pantherodes leonaria
Pantherodes leonaria är en fjärilsart som beskrevs av Achille Guenée 1858. Pantherodes leonaria ingår i släktet Pantherodes och familjen mätare. Inga underarter finns listade i Catalogue of Life.